# نیکوترا
نیکوترا (به ایتالیایی: Nicotera) یک کومونه در ایتالیا است که در استان ویبو والنتیا واقع شده‌است. نیکوترا ۳۲ کیلومتر مربع مساحت و ۶٬۴۸۷ نفر جمعیت دارد و ۲۲۰ متر بالاتر از سطح دریا واقع شده‌است.